# Magdalena Popa
Magdalena- Victoria Popa (n. iunie 1941, București, România) este o balerină română, stabilită în Canada, maestru coregraf principal și antrenor principal artistic la Baletul Național din Canada, retrasă din activitate în 2022.

## Educație
Magdalena s-a născut la București, fiica unei pianiste și a unui doctor în științe fizico-chimice, fiind nepoata pe linie paternă a profesorului Șerban Popa, unul dintre întemeietorii Ateneului Român.
A studiat dansul la Școala de Stat de Balet din București, unde i-a fost profesoară Elena Penescu-Liciu și Anton Romanovski, apoi a urmat Institutul Coregrafic „Agripina Vaganova” din Leningrad (Sankt Petersburg) sub îndrumarea profesoarei Naima Valievna Baltacheva, pe care l-a absolvit în 1965.

## Carieră
Magdalena a dansat la Leningrad cu baletul Kirov. La 16 ani a interpretat un rol principal în Spărgătorul de nuci, iar în anul următor a fost partenera lui Konstantin Satilov în Lacul lebedelor.
A revenit în țară și a fost numită imediat prim-solistă la Opera Română, unde a dansat timp de 22 de ani. În repertoriul ei pe scena Operei Române se numără roluri principale în: Lacul lebedelor, Spărgătorul de nuci, Frumoasa din pădurea adormită de Piotr Ilici Ceaikovski, Romeo și Julieta de Serghei Prokofiev, Giselle de Adolphe Adam, Șeherezada de Nikolai A. Rimsky-Korsakov, precum și în spectacole contemporane.
A colaborat cu mai multe companii de dans internaționale: Teatrul Bolșoi, Baletul Festivalului de la Londra, Baletul Monte Carlo, „Marele Balet Clasic” din Franța, Teatrul Contemporan de Balet din Franța, Baletul Dallas sau Baletul Jackson.
Pe 30 octombrie 1974 Magdalena Popa a oferit un spectacol de gală în Statele Unite ale Americii, în sala de teatru a Colegiului Caldwell din New Jersey, prilej cu care ziarul francez L’Humanité a numit-o „una dintre marile stele ale baletului timpurilor noastre”.
În 1982, datorită represiunilor regimului comunist din România, Magdalena a părăsit țara și s-a stabilit în Canada, urmată mai târziu de soțul ei, balerinul și coregraful Amatto Checiulescu, și de fiica lor. Astfel a început să lucreze cu Baletul Național din Canada, unde a devenit maestru principal în 1984 și, din 2005, antrenor principal artistic. A urmat o perioadă de activitate artistică deosebită, atât ca dansatoare, cât și în ipostaza de regizor și coregraf. Printre cele mai reprezentative spectacole pe care le-a pus în scenă Magdalena Popa împreună cu soțul ei se află „Lacul lebedelor” (1997), „Romeo și Julieta” (1998) și „Giselle” (1999) la Guangzhou în China, „Baiadera” în Australia și „Silfidele” pentru Baletul Național din Canada (2000).
A fost invitată să conducă Baletul din Hamburg și Baletul din München, la care s-au adăugat invitații de la școli și companii de dans din Italia, Franța, SUA, Spania și Australia sau în calitate de membru al juriul pentru diferite concursuri și festivaluri internaționale de balet. În 1991 Baletul din Hamburg a solicitat-o ca profesoară la Balletzentrum, iar în 1993 a fost invitată ca maestru de balet și responsabil al Baletului Național Bavarez al Operei din München.
După Revoluția din 1989 a revenit periodic în țară.

## Distincții
În 1959, pe când era încă studentă, Magdalena Popa a participat la Festivalul Internațional de la Viena și a primit premiul de interpretare. Au urmat medalia de argint a primului Concurs internațional de Dans de la Varna, Bulgaria, în 1964, apoi Steaua de Aur pentru cea mai bună interpretare la Festivalul Internațional de Dans de la Paris, în 1965, alături de Sergiu Stefanski.
În 2002 i-a fost decernat Ordinul Național „Steaua României”, în grad de Cavaler.

## Aprecieri critice
În 1966 publicația franceză Nouvelles Litterarires i-a dedicat un articol Magdalenei Popa, în care a elogiat simțul ei poetic și naturalețea mișcărilor. Dansul ei pare făcut din „nimfe împletite cu poezie”, iar numele ei se înscrie printre cei cinci sau șase mari dansatori ai epocii.
Performanța ei din „Giselle”, alături de Baletul din Monte Carlo, a fost apreciată ca fiind „de neuitat”.
The Daily Telegraph, referindu-se la interpretarea ei din Lacul lebedelor din 1971, o numește o „îmbinare fericită între școala rusă de balet și firea ei romantică”.
Magdalena Popa a fost considerată una dintre cele mai bune soliste în rolul Giselle din baletul cu același nume, o balerină care reușește să echilibreze tendințele moderne în dans cu „expresia clasică, rigoarea religioasă a marilor dansatori, o extraordinară tehnică, în special în ceea ce privește mișcările au ralenti când trupul ei pare că plutește ușor și plin de grație.”